# Stain (álbum)
Stain es el tercer álbum de Living Colour, que fue lanzado el 2 de marzo de 1993 por Epic Records. En este disco, debuta como bajista Doug Wimbish, después de la salida de Muzz Skillings. Este LP, ofrece un sonido más oscuro y heavy, en comparación de los anteriores, con riffs pesados y agresivos, como los de  "This Little Pig", "Leave It Alone", "Ignorance Is Bliss" y "Go Away". Vuelven a tratar el tema del racismo en "Ausländer". Pero este nuevo sonido, no deja atrás las fusiones y la experimentación de la banda, ya que en el álbum conviven temas como "Bi", "Nothingness", "WTFF" o "Wall".

## Listado de temas
1. «Go Away» 
(Reid/Calhoun/Glover/Wimbish)
2. «Ignorance Is Bliss» 
(Reid/Calhoun/Glover/Wimbish)
3. «Leave It Alone» 
(Reid/Glover/Wimbish)
4. «Bi» 
(Reid/Calhoun)
5. «Mind Your Own Business» 
(Reid)
6. «Ausländer» 
(Reid/Calhoun/Glover/Wimbish)
7. «Never Satisfied» 
(Reid/Glover)
8. «Nothingness» 
(Calhoun)
9. «Postman» 
(Reid)
10. «WTFF» 
(Betts/Reid/Calhoun/Glover/Wimbish)
11. «This Little Pig» 
(Reid/Calhoun/Glover/Wimbish)
12. «Hemp» 
(Reid/Fairley)
13. «Wall» 
(Reid/Calhoun/Glover/Wimbish)

## Personal
- Corey Glover - vocalista
- Vernon Reid - guitarra y sintetizador de guitarra
- Doug Wimbish - bajo y ambiente
- Will Calhoun - batería y percusión

Con:
- Andrew Fairley - voz en Hemp
- Bernard Fowler - coros

## Producción
- Producción: Ron Saint Germain y Living Colour (WTFF y Bi es producido junto a Andrew Betts)
- Grabación y mezcla: Ron Saint Germain
- Ingenieros auxiliares: Thom Candley, Fran Flannery, Jesse Henderson, Jen Monnar, Sean Overbey y Michael Reiter
- Masterización: Bob Ludwig
- Transferencia digital: Lolly Grodner
- Programación: Vicent Gutman y Scott Pittinsky

- Datos: Q1767328